# Jean II Papillon
Pour les articles homonymes, voir Papillon (homonymie).
Ne doit pas être confondu avec Jean I Papillon.
Jean Papillon, né à Saint-Quentin en 1661 et mort le 23 février 1723, est un graveur sur bois français.
Fils aîné du graveur sur bois, Jean I Papillon de Rouen, Jean II fut l’élève de son père et de Noël Соchin. Ayant hérité des talents du paternel il les perfectionna. Il vint de bonne heure à Paris, où, dès l’année 1684, il fut en réputation parmi les brodeurs, les tapissiers, les gaziers, les rubiniers, pour lesquels il faisait des dessins pleins de grâces et de goût. Vers 1688, il inventa l'impression des papiers de tenture pour les appartements. Mais il fut surtout employé par les imprimeurs. Il y a de lui un grand nombre de vignettes, de culs-de-lampe et d'autres ornements de livres, exécutés avec la plus grande propreté.
Jean Papillon a été marié deux fois : en 1686, avec Marie-Madeleine Chevillion, fille d’un imprimeur libraire, puis, en 1699, avec Françoise Chaudière. De la première épouse il a eu Jean-Michel Papillon ; de la seconde, Jean-Baptiste-Michel Papillon.
Cet habile graveur a été surpassé par son fils Jean-Michel Papillon, qui a publié le Traité historique et pratique de la gravure en bois, 1766, 2 vol. et Supplément.

## Sources
- Émile Bellier de La Chavignerie et Louis Auvray, Dictionnaire général des artistes de l'école française, Paris, Renouard, 1885, p. 198-9.
- François-Xavier de Feller, Dictionnaire historique, t. 6, Paris, Leroux, Jouby et Gaume, 1849, p. 362.
- Thierry Depaulis, « Graveurs en bois des XVIIe et XVIIIe siècles d'après Papillon : essai de prosopographie », Le Vieux Papier, fasc. 359, janvier 2001, p. 30-35 ; fasc. 360, avril 2001, p. 78-83 ; fasc. 361, juillet 2001, p. 130-135 ; fasc. 362, oct. 2001, p. 176-181 ; fasc. 363, janvier 2002, p. 226-231 ; fasc. 364, avril 2002, p. 269-274 ; fasc. 367, janvier 2003, p. 419-422.